# John Philipps (6e baronnet)
Pour les articles homonymes, voir John Philipps.
John Philipps né le 8 novembre 1700 et mort le 22 juin 1764, est un homme politique gallois jacobite.

## Biographie

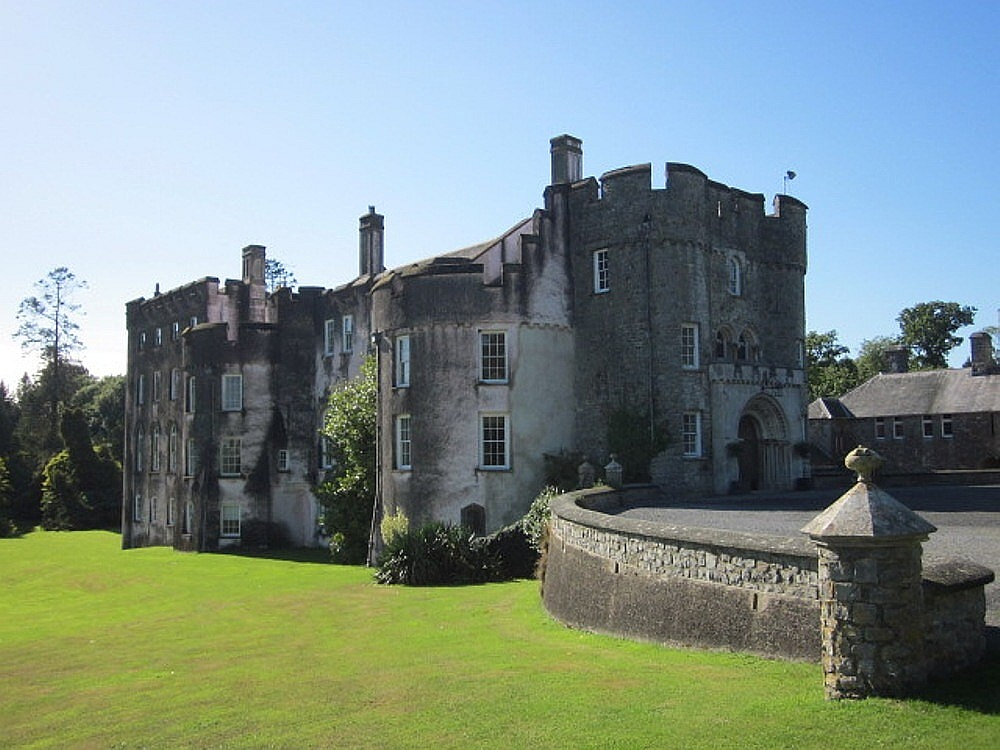
Château de Picton.

John Philipps né le 8 novembre 1700, est le deuxième fils de John Philipps, quatrième baronnet (vers 1666-1737), homme politique, de Picton Castle, Pembrokeshire, et de son épouse, Mary (1675-1722).
Il étudie au Pembroke College, Oxford, puis au Lincoln's Inn.
En 1736 il est élu maire de Haverfordwest et, en 1741, il devient député de Carmarthen. En 1743, son frère aîné, Erasmus Philipps, 5e baronnet, se noie accidentellement et il hérite de la "baronnétie" et du château de Picton. Il abandonne le siège du Carmarthenshire en 1747 mais revient au Parlement en tant que député de Petersfield (1754-1761) et de Pembrokeshire (1761-1764). En 1763 il devient conseiller privé.
Mécène de l'éducation, il fonde plusieurs bourses d'études dans son ancien collège d'Oxford. Proposé par son frère aîné, il est élu Fellow de la Royal Society en 1742.
En 1725 il épouse Elizabeth, fille de Henry Shepherd, de Londres, avec qui il a un fils et trois filles. Son fils, Richard, baron Milford en 1776, lui succède.